# Fort Ellis
Fort Ellis est un ancien poste militaire de la United States Army établi le 27 août 1867 dans le Territoire du Montana, à l'est de la ville actuelle de Bozeman. Nommé en l'honneur du colonel Augustus van Horne Ellis (en), il servit durant les guerres indiennes et fut abandonné en 1886.

### Bibliographie

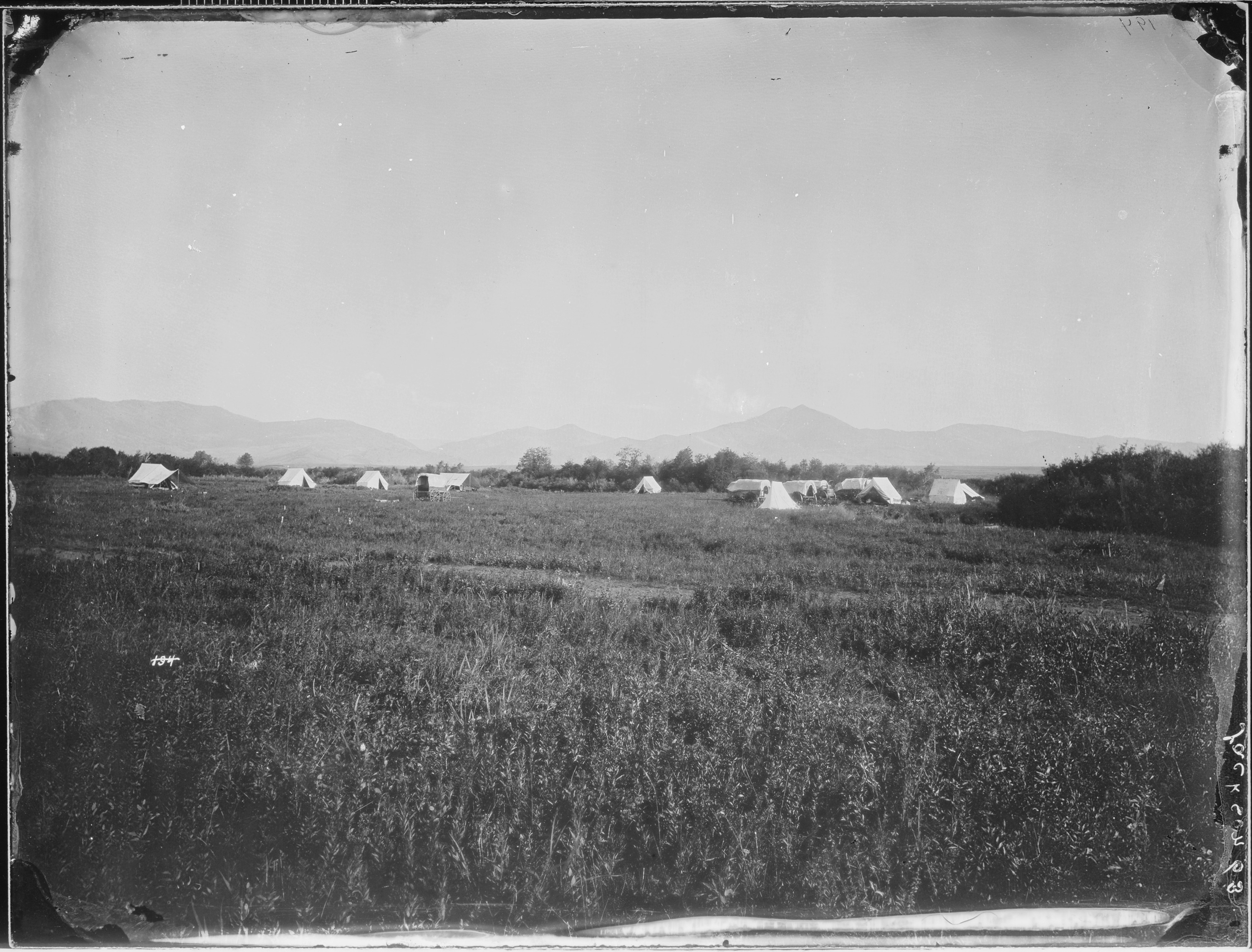
Fort Ellis en 1871